# 利平栗

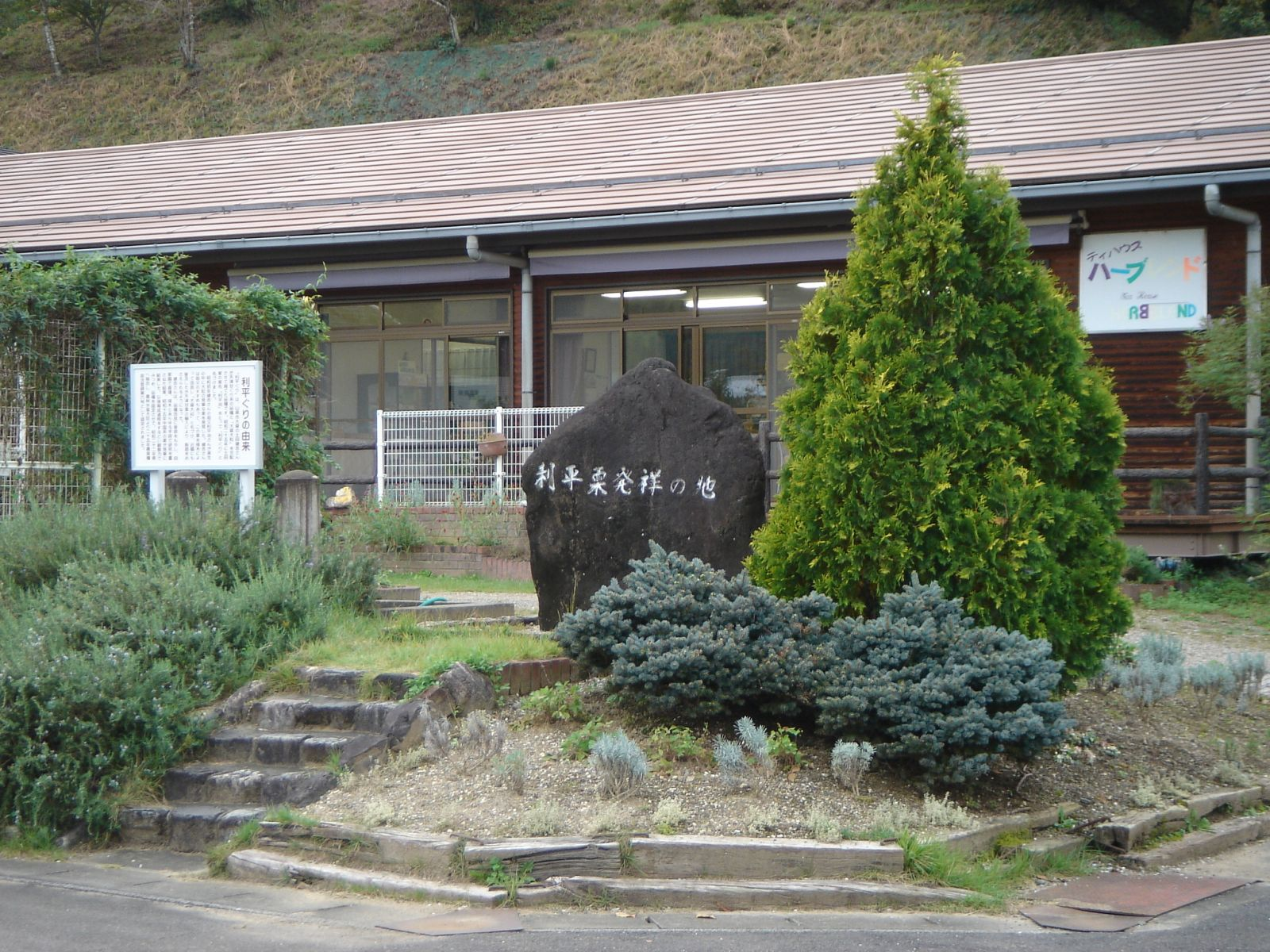
利平栗発祥の地の記念碑

利平栗（りへいぐり）とは栗の品種の一つ。

## 概要
岐阜県山県郡大桑村（後の山県郡高富町、現山県市）の土田健吉が作り出した品種である。
天津甘栗の甘さに着目した土田は、大粒の和栗と天津甘栗を掛け合わせる事を考え、試行錯誤を経て、1940年（昭和15年）、新品種を開発。土田家に伝わる家号「利平治」から利平栗と名づける。